# Persone di nome Lisa/Attrici
| Questa pagina contiene informazioni ricavate automaticamente dalle voci biografiche con l'ausilio del template Bio e di un bot. L'aggiornamento è periodico e automatico e ricostruisce completamente la pagina. Se manca una persona in questa lista, sei pregato di non aggiungerla, ma accertati piuttosto che la sua voce biografica contenga il template Bio e che i dati anagrafici siano correttamente compilati. Se il template Bio manca, inseriscilo tu stesso o, in alternativa, metti l'avviso {{tmp\|Bio}} che ne segnala la mancanza. Se i dati riportati sono sbagliati, correggi direttamente la voce biografica; le modifiche saranno visibili in questa lista entro pochi giorni. Per chiarimenti vedi il progetto antroponimi. La lista contiene solo le 63 persone che sono citate nell'enciclopedia e per le quali è stato implementato correttamente il template Bio. Pagina aggiornata al 22 lug 2025. |

Questa è una lista di persone presenti nell'enciclopedia che hanno il nome Lisa e sono attrici.

## A(2)
- Lisa Ann Walter, attrice statunitense (Silver Spring, n. 1963)
- Lisa Arch, attrice statunitense (Los Angeles, n. 1971)

## B(7)
- Lisa Backwell, attrice britannica (Bristol, n. 1990)
- Lisa Banes, attrice statunitense (Chagrin Falls, n. 1955 - New York, † 2021)
- Lisa Berry, attrice canadese (Richmond Hill, n. 1979)
- Lisa Blount, attrice e produttrice cinematografica statunitense (Fayetteville, n. 1957 - Little Rock, † 2010)
- Lisa Bonet, attrice statunitense (San Francisco, n. 1967)
- Lisa Brenner, attrice statunitense (n. 1974)
- Lisa Brescia, attrice e cantante statunitense (Sioux Falls, n. 1970)

## C(2)
- Lisa Nicole Carson, attrice statunitense (New York, n. 1969)
- Lisa Chappell, attrice e cantante neozelandese (Auckland, n. 1968)

## D(4)
- Lisa Daniels, attrice, produttrice cinematografica e produttrice televisiva britannica (Birmingham, n. 1930 - Hollywood, † 2010)
- Lisa Darr, attrice statunitense (Chicago, n. 1963)
- Lisa Davis, attrice britannica (Londra, n. 1936)
- Lisa Loring, attrice statunitense (Kwajalein, n. 1958 - Burbank, † 2023)

## E(3)
- Lisa Edelstein, attrice statunitense (Boston, n. 1966)
- Lisa Eichhorn, attrice statunitense (Glens Falls, n. 1952)
- Lisa Eilbacher, attrice statunitense (Dhahran, n. 1956)

## F(1)
- Lisa Faulkner, attrice britannica (Merton, n. 1972)

## G(4)
- Lisa Galantini, attrice italiana (Pisa, n. 1973)
- Lisa Gastoni, attrice e ex modella italiana (Alassio, n. 1935)
- Lisa Gaye, attrice statunitense (Denver, n. 1935 - Houston, † 2016)
- Lisa Goldstein, attrice statunitense (Long Island, n. 1981)

## H(2)
- Lisa Hartman, attrice e cantante statunitense (Houston, n. 1956)
- Lisa Howard, attrice canadese (London, n. 1963)

## J(2)
- Lisa Jakub, attrice e produttrice cinematografica canadese (Toronto, n. 1978)
- Lisa Joyce, attrice, modella e regista teatrale statunitense (Chicago)

## K(4)
- Lisa Robin Kelly, attrice statunitense (Southington, n. 1970 - Los Angeles, † 2013)
- Lisa Kirk, attrice, cantante e ballerina statunitense (Brownsville, n. 1925 - New York, † 1990)
- Lisa Loven Kongsli, attrice norvegese (Oslo, n. 1979)
- Lisa Kudrow, attrice e produttrice televisiva statunitense (Los Angeles, n. 1963)

## L(6)
- Lisa Lampanelli, attrice e comica statunitense (Trumbull, n. 1961)
- Lisa Leonardi, attrice italiana
- Lisa Marie, attrice e modella statunitense (Piscataway Township, n. 1968)
- Lisa Jane Persky, attrice e scrittrice statunitense (Atlanta, n. 1955)
- Lisa Lu, attrice cinese (Pechino, n. 1927)
- Lisa Lynn Masters, attrice, scrittrice e modella statunitense (Omaha, n. 1964 - Lima, † 2016)

## M(5)
- Lisa Martinek, attrice e sceneggiatrice tedesca (Stoccarda, n. 1972 - Grosseto, † 2019)
- Lisa McGrillis, attrice britannica (Cheltenham, n. 1982)
- Lisa Mitchell, attrice statunitense (New York, n. 1940)
- Lisa Mordente, attrice, ballerina e cantante statunitense (New Hyde Park, n. 1958)
- Olivia Munn, attrice, modella e personaggio televisivo statunitense (Oklahoma City, n. 1980)

## N(2)
- Lisa Marie Newmyer, attrice statunitense (Austin, n. 1968)
- Lisa Niemi, attrice e ballerina statunitense (Houston, n. 1956)

## O(1)
- Lisa O'Hare, attrice e soprano britannico (Morecambe, n. 1983)

## P(2)
- Lisa Pelikan, attrice statunitense (Parigi, n. 1954)
- Lisa Peluso, attrice statunitense (Filadelfia, n. 1964)

## R(5)
- Lisa Ray, attrice canadese (Toronto, n. 1972)
- Lisa Rinna, attrice e conduttrice televisiva statunitense (Medford, n. 1963)
- Lisa Roberts Gillan, attrice e produttrice cinematografica statunitense (Decatur, n. 1965)
- Lisa Rotondi, attrice statunitense (Minneapolis, n. 1972)
- Lisa Ryder, attrice canadese (Edmonton, n. 1970)

## S(5)
- Lisa Schrage, attrice canadese (Vancouver)
- Lisa Seagram, attrice statunitense (New York, n. 1936 - Burbank, † 2019)
- Lisa Sheridan, attrice statunitense (Macon, n. 1974 - New Orleans, † 2019)
- Lisa Spickschen, attrice tedesca (Braunschweig, n. 1983)
- Lisa Stothard, attrice e modella statunitense (n. 1962)

## T(2)
- Lisa Teige, attrice norvegese (Bergen, n. 1998)
- Lisa Tomaschewsky, attrice tedesca (Itzehoe, n. 1988)

## V(2)
- Lisa Vicari, attrice tedesca (Monaco di Baviera, n. 1997)
- Lisa Vidal, attrice statunitense (Queens, n. 1965)

## W(2)
- Lisa Whelchel, attrice, cantante e scrittrice statunitense (Littlefield, n. 1963)
- Lisa Wilcox, attrice statunitense (Columbia, n. 1964)